# An Sơn, Văn Quan
An Sơn là một xã thuộc huyện Văn Quan, tỉnh Lạng Sơn, Việt Nam.

## Địa lý
Xã An Sơn nằm ở phía đông huyện Văn Quan, có vị trí địa lý:
- Phía đông giáp xã Khánh Khê và xã Tràng Các
- Phía tây giáp thị trấn Văn Quan và xã Bình Phúc
- Phía nam giáp xã Tân Đoàn và xã Yên Phúc
- Phía bắc giáp thị trấn Văn Quan và xã Điềm He.

Xã An Sơn có diện tích 53,07 km², dân số năm 2018 là 6.250 người, mật độ dân số đạt 118 người/km².

## Lịch sử
Địa bàn xã An Sơn hiện nay trước đây vốn là ba xã: Chu Túc, Đại An, Tràng Sơn thuộc huyện Văn Quan.
Trước khi sáp nhập, xã Chu Túc có diện tích 15,46 km², dân số là 2.328 người, mật độ dân số đạt 151 người/km². Xã Đại An có diện tích 20,39 km², dân số là 2.227 người, mật độ dân số đạt 109 người/km². Xã Tràng Sơn có diện tích 17,22 km², dân số là 1.695 người, mật độ dân số đạt 98 người/km².
Ngày 21 tháng 11 năm 2019, Ủy ban Thường vụ Quốc hội ban hành Nghị quyết số 818/NQ-UBTVQH14 về việc sắp xếp các đơn vị hành chính cấp xã thuộc tỉnh Lạng Sơn (nghị quyết có hiệu lực từ ngày 1 tháng 1 năm 2020). Theo đó, sáp nhập toàn bộ diện tích và dân số của 3 xã: Chu Túc, Đại An, Tràng Sơn thành xã An Sơn.